# Олтар
Олтар е термин в сакралната (църковна) архитектура.
Олтар се нарича накратко църковното пространство в християнските храмове, което в православните е малко или повече възвишено и отделено с иконостас, на Запад от ранно време със стъпала, прегради и др. В центъра на олтарното пространство се намира действителният олтар, по-точно светата трапеза, жертвенникът, Божият престол. В християнската традиция трапезата служи за извършване на безкръвната жертва (евхаристията с хляба и виното – кръвта и тялото Христови, завещани от Христос). Даровете са свещени, не самата трапеза, както са обяснявали християните на езичниците, обвиняващи ги, че се покланят на олтари. В старогръцкия език τραπεζα (трапеза) има смисъл на съкровищница. При християните трапеза означава антиминс или олтар, който до 4 век представлява подвижна маса. Свещената трапеза, заемаща центъра на олтара, се превръща по-късно в неподвижна и става свещен предмет. Едно от свещенодействията на епископа е освещаването на жертвеника, което е само негово право (Картагенски събор, правило 6).
В историята на религиите олтарите жертвеници са свързани с жертвоприношения. Еврейската дума подразбира място, където жертвата се заколва – теле, овен, гълъби. Тези места се намират извън храма. Първи жертвеник въздига Саул (Първа книга царства 14, 35; у евреите: Първа книга Самуилова). Старогръцката дума ωλταρ (олтар) набляга на функцията на олтара да носи жертвата. Езическите олтарни конструкции са от камък, дърво или метал и са предназначени за провеждане на жертвоприношения. Понякога се поставят на тях статуи, образи, дарове, изгарят се ароматни вещества, според нуждите на култа, който проповядва съответната религия. При древноримските култове са се извършвали изгаряния. Думата олтар е свързана с лат. дума altaria, от глагола adolere (изгарям). Антични олтари без храмове има много, но малко са храмовете без олтар.